# Cmentarz prawosławny w Płocku
Cmentarz prawosławny w Płocku – prawosławna nekropolia w Płocku, przy ulicy Norbertańskiej 25.
Cmentarz zajmuje powierzchnię 1,47 ha, jest ogrodzony od strony wejścia murem, od przeciwległej siatką, a od strony cmentarza mariawickiego oddziela go wał ziemny. Cmentarz jest zadrzewiony, posiada alejki gruntowe i kaplicę, usytuowaną na wprost wejścia. Zarówno cmentarz, jak i kaplica pod wezwaniem św. Michała Archanioła znajdują się w wykazie obiektów zabytkowych miasta.  
Powstanie cmentarza wiązało się z pojawieniem się w latach 30. XIX w. w Płocku urzędników carskich po upadku powstania listopadowego. Pierwsze pochówki odbyły się w 1842 r.
Z tabliczki umieszczonej wewnątrz kaplicy wynika, że zbudowana została w 1870 na planie krzyża, a poświęcenie jej nastąpiło rok później. Stare płyty posiadają dużą wartość artystyczną i historyczną. 
W 1983 płocka parafia prawosławna, której cmentarz podlega, podjęła wiele prac porządkowych, w tym wybudowanie studni. W wyniku porozumienia część cmentarza (około 30%) objęli w użytkowanie katolicy. Mimo upływu czasu znajduje się na nim wiele dobrze zachowanych krzyży prawosławnych. Na cmentarzu mieści się grób rodziny Kiriuszynów, w którym spoczywa m.in. Aleksy Kiriuszyn (1886–1972) – nauczyciel, artysta malarz, twórca obrazów dotyczących Płocka oraz ikon.